# La Roche-Vanneau
Pour les articles homonymes, voir La Roche.
La Roche-Vanneau est une commune française située dans le département de la Côte-d'Or en région Bourgogne-Franche-Comté.

## Géographie

### Climat
Pour des articles plus généraux, voir Climat de la Bourgogne-Franche-Comté et Climat de la Côte-d'Or.
En 2010, le climat de la commune est de type climat des marges montargnardes, selon une étude du Centre national de la recherche scientifique s'appuyant sur une série de données couvrant la période 1971-2000. En 2020, Météo-France publie une typologie des climats de la France métropolitaine dans laquelle la commune est exposée à un climat océanique altéré et est dans la région climatique  Lorraine, plateau de Langres, Morvan, caractérisée par un hiver rude (1,5 °C), des vents modérés et des brouillards fréquents en automne et hiver. 
Pour la période 1971-2000, la température annuelle moyenne est de 10,2 °C, avec une amplitude thermique annuelle de 16,5 °C. Le cumul annuel moyen de précipitations est de 921 mm, avec 13 jours de précipitations en janvier et 8,3 jours en juillet. Pour la période 1991-2020, la température moyenne annuelle observée sur la station météorologique de Météo-France la plus proche, « Semur En Auxois_sapc », sur la commune de Semur-en-Auxois à 15 km à vol d'oiseau, est de 11,2 °C et le cumul annuel moyen de précipitations est de 778,0 mm,. Pour l'avenir, les paramètres climatiques de la commune estimés pour 2050 selon différents scénarios d'émission de gaz à effet de serre sont consultables sur un site dédié publié par Météo-France en novembre 2022.

## Urbanisme

### Typologie
Au 1er janvier 2024, La Roche-Vanneau est catégorisée commune rurale à habitat très dispersé, selon la nouvelle grille communale de densité à 7 niveaux définie par l'Insee en 2022.
Elle est située hors unité urbaine et hors attraction des villes,.

### Occupation des sols
L'occupation des sols de la commune, telle qu'elle ressort de la base de données européenne d’occupation biophysique des sols Corine Land Cover (CLC), est marquée par l'importance des territoires agricoles (65,2 % en 2018), une proportion sensiblement équivalente à celle de 1990 (64,9 %). La répartition détaillée en 2018 est la suivante : 
forêts (34,8 %), terres arables (32,6 %), prairies (24,1 %), zones agricoles hétérogènes (8,5 %). L'évolution de l’occupation des sols de la commune et de ses infrastructures peut être observée sur les différentes représentations cartographiques du territoire : la carte de Cassini (XVIIIe siècle), la carte d'état-major (1820-1866) et les cartes ou photos aériennes de l'IGN pour la période actuelle (1950 à aujourd'hui).

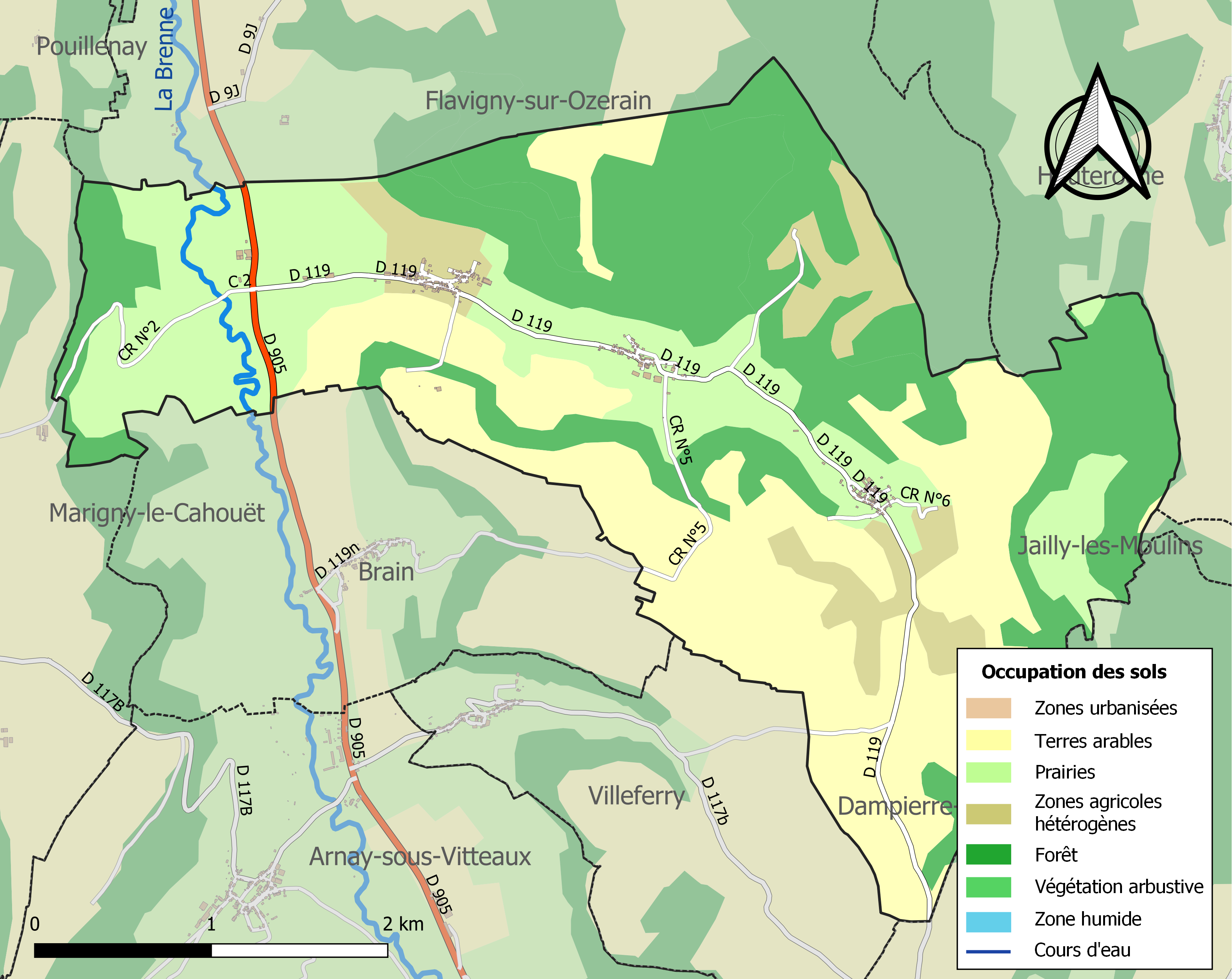
Carte des infrastructures et de l'occupation des sols de la commune en 2018 (CLC).

## Histoire
La vie des villageois au XVIIIe siècle d'après les écrits de l'époque. Ainsi vivaient nos ancêtres dans le Semurois et plus spécialement à La-Roche-Vanneau comme aussi à Magny-la-Ville et Souhey. Gewa THOQUET, 303 pages, 2011, www.lescheminsdupasse.fr

## Politique et administration
| Période                                  | Période | Identité         | Étiquette | Qualité |
| ---------------------------------------- | ------- | ---------------- | --------- | ------- |
| mars 2008                                | 2026    | Brigitte Lemoine |           |         |
| Les données manquantes sont à compléter. |         |                  |           |         |

## Démographie
L'évolution du nombre d'habitants est connue à travers les recensements de la population effectués dans la commune depuis 1793. Pour les communes de moins de 10 000 habitants, une enquête de recensement portant sur toute la population est réalisée tous les cinq ans, les populations de référence des années intermédiaires étant quant à elles estimées par interpolation ou extrapolation. Pour la commune, le premier recensement exhaustif entrant dans le cadre du nouveau dispositif a été réalisé en 2005.

En 2022, la commune comptait 137 habitants, en évolution de −6,8 % par rapport à 2016 (Côte-d'Or : +0,82 %, France hors Mayotte : +2,11 %).
| 1793 | 1800 | 1806 | 1821 | 1836 | 1841 | 1846 | 1851 | 1856 |
| ---- | ---- | ---- | ---- | ---- | ---- | ---- | ---- | ---- |
| 591  | 587  | 628  | 511  | 542  | 591  | 549  | 520  | 459  |

| 1861 | 1866 | 1872 | 1876 | 1881 | 1886 | 1891 | 1896 | 1901 |
| ---- | ---- | ---- | ---- | ---- | ---- | ---- | ---- | ---- |
| 430  | 440  | 428  | 412  | 396  | 378  | 401  | 333  | 335  |

| 1906 | 1911 | 1921 | 1926 | 1931 | 1936 | 1946 | 1954 | 1962 |
| ---- | ---- | ---- | ---- | ---- | ---- | ---- | ---- | ---- |
| 301  | 255  | 205  | 192  | 184  | 167  | 168  | 186  | 160  |

| 1968 | 1975 | 1982 | 1990 | 1999 | 2005 | 2006 | 2010 | 2015 |
| ---- | ---- | ---- | ---- | ---- | ---- | ---- | ---- | ---- |
| 163  | 147  | 136  | 172  | 142  | 133  | 135  | 150  | 149  |

| 2020 | 2022 | - | - | - | - | - | - | - |
| ---- | ---- | - | - | - | - | - | - | - |
| 138  | 137  | - | - | - | - | - | - | - |

## Culture locale et patrimoine

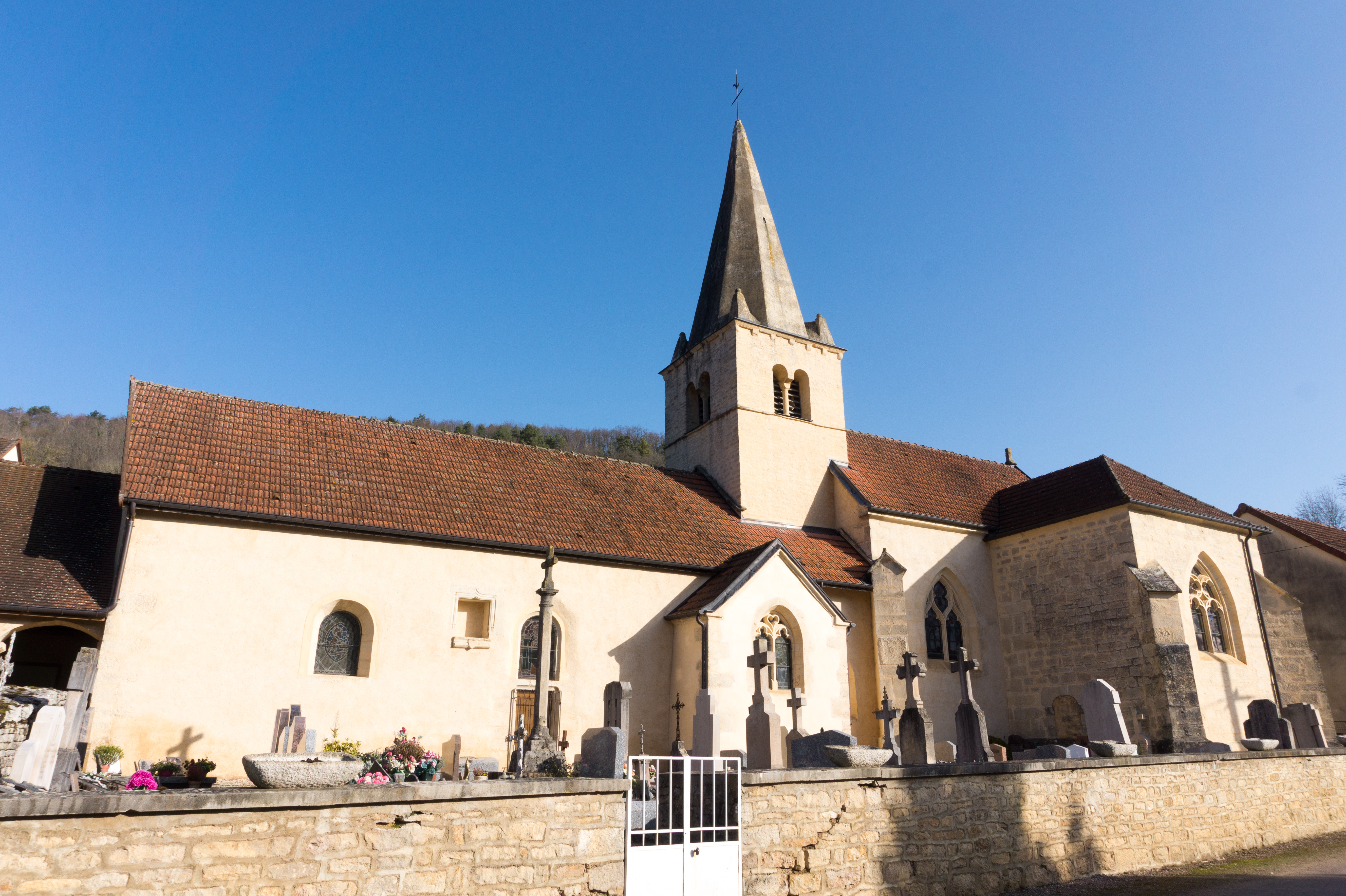
L'église Saint-Martin en 2020.

### Lieux et monuments
- L'église Saint-Martin a été construite au XIIe siècle. La partie la plus ancienne de l'édifice est le clocher en tuf supporté par une tour carrée. La nef est caractérisée par un mélange champenois et bourguignon. La voute est d'origine romane et sa forme donne l'impression d'être face à un bateau renversé. La chapelle Champy est consacrée à la Vierge Marie. À travers les siècles, l'église fut maintes fois agrandie et restaurée par différents seigneurs qui outre le fait de la conserver, montraient ainsi leur richesse. On peut constater la présence de blasons de deux seigneurs, Guy de la Beaume et de Jeanne de Longvy qui font restaurer le chœur en 1490. Au XVIIe, Faur de Pibrac fait construire une chapelle seigneuriale. Un programme de restauration de l'intérieur est engagé sur plusieurs années par la commune en deux tranches dès 2020 avec l'appui de la Fondation du patrimoine[16].
- En plus de la paroisse Saint-Martin, une chapelle est présente sur le territoire communal: la chapelle Sainte-Anne de Clirey. Elle date sans doute du XIIe siècle malgré la date figurant au-dessus de la porte d'entrée qui fut sans doute inscrite lors des travaux réalisés par le curé Cernoisot. Un capitaine au Régiment du Dauphin, Monsieur Bataille a fait don de cette chapelle au XVIIIe siècle aux habitants du hameaux de Clirey. À l'intérieur, on peut constater la présence d'une voute en bois, quelques statues (deux sont sculptées dans une demi écorce et les autres datant du XIXe siècle et très colorées sont en plâtre). L'autel quant à lui date du XVIIe siècle. C'est en 2000 que des bénévoles au travers d'une association ont entrepris sa restauration : réparation des enduits intérieurs très dégradés, dégagement des arcs en pierre des fenêtres et de la porte, réalisation d'une partie du parquet, façonnement d'un autel par un passionné de fer forgé sur le modèle de la grille du chœur signé J. Potier. Après la collecte des fonds pour les matériaux, ce sont des charpentiers de métier qui ont bénévolement refait la charpente en berceau. Au pied de la chapelle, se trouve la fontaine Sainte-Anne et sa toiture en laves comme par le passé. Lors de la fête de la Sainte-Anne une messe est célébrée.
- Au hameau de Leugny se trouvait la chapelle Sainte-Reine devenu un lieu civil en 1905-1906 et aujourd'hui détruite. Sur la pierre armoriée figuraient la date de 1731 comme à Clirey et le nom « Darcy ».
- La présence de vestiges du château de La Roche Vanneau. Il est attesté par le cadastre de 1835 qui fait référence à un château composé d'un donjon carré de 34 m de côté, précédé à l'est d'une cour également carrée de 50 m de côté.
- La mairie de La Roche-Vanneau est une bâtisse des années 1850.
- La salle des Roches anciennement école des filles date de 1873.
- La présence de 5 moulins dont deux seulement subsistent.
- Trois pigeonniers : deux au bourg de la Roche Vanneau et un au hameau de Clirey.
- Dix croix : croix de la Barrière, croix Thenadey, croix du Sacré Cœur, croix en fer de la rue du Reposoir, croix Meugnot, croix Jean le Fou, croix Madame, croix du cimetière, croix de la Martine, croix Lachères.
- La présence de trois fontaines dans la commune : fontaine dans la rue basse, fontaine dans la rue du dessus et fontaine Champy.
- La commune compte 22 cabottes surtout au hameau de Clirey, la plus remarquable étant la Grande Chaume, restaurée en 2011[17]. Un sentier communal permet de les visiter.

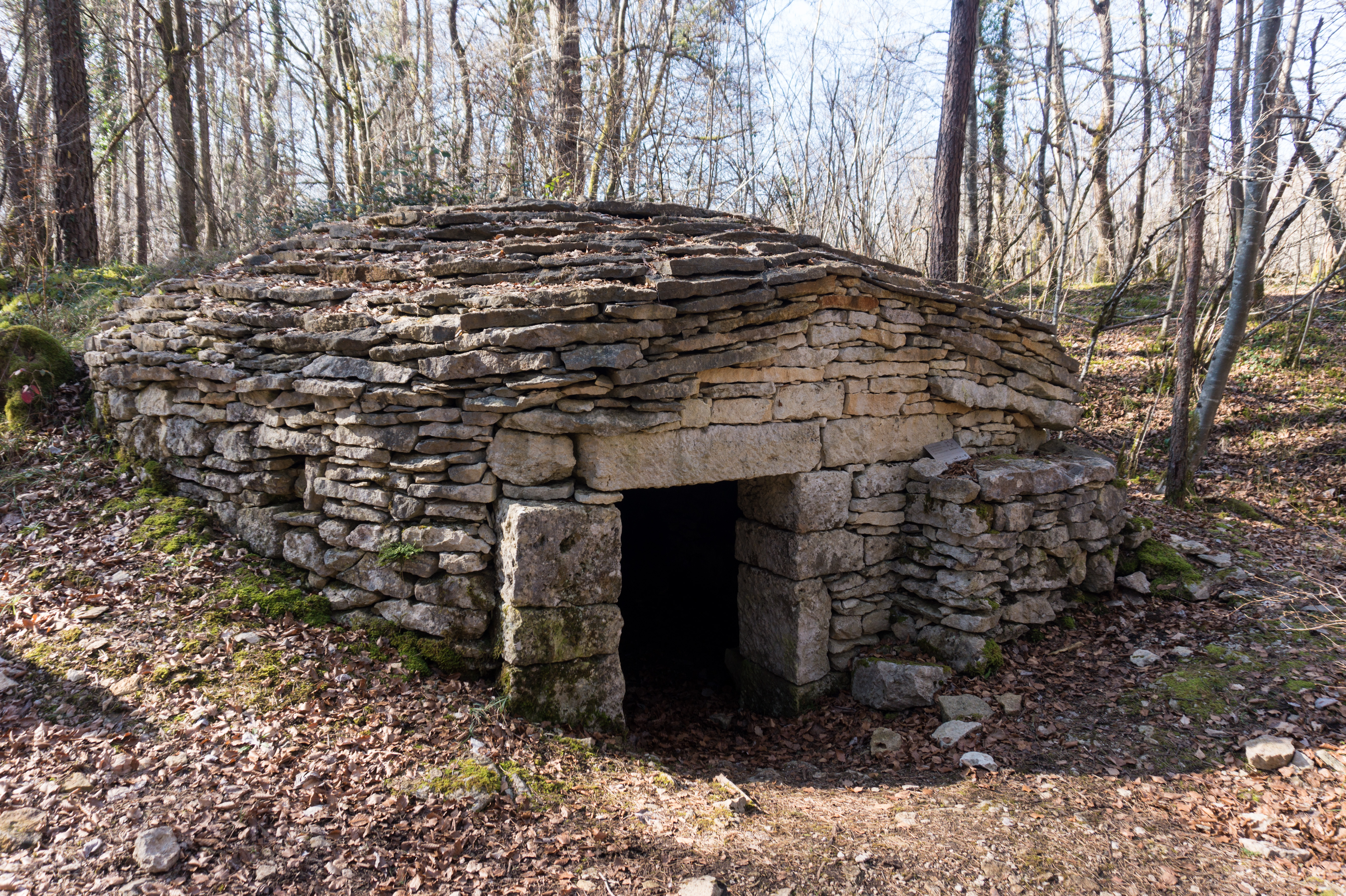
La Grande Chaume après sa rénovation
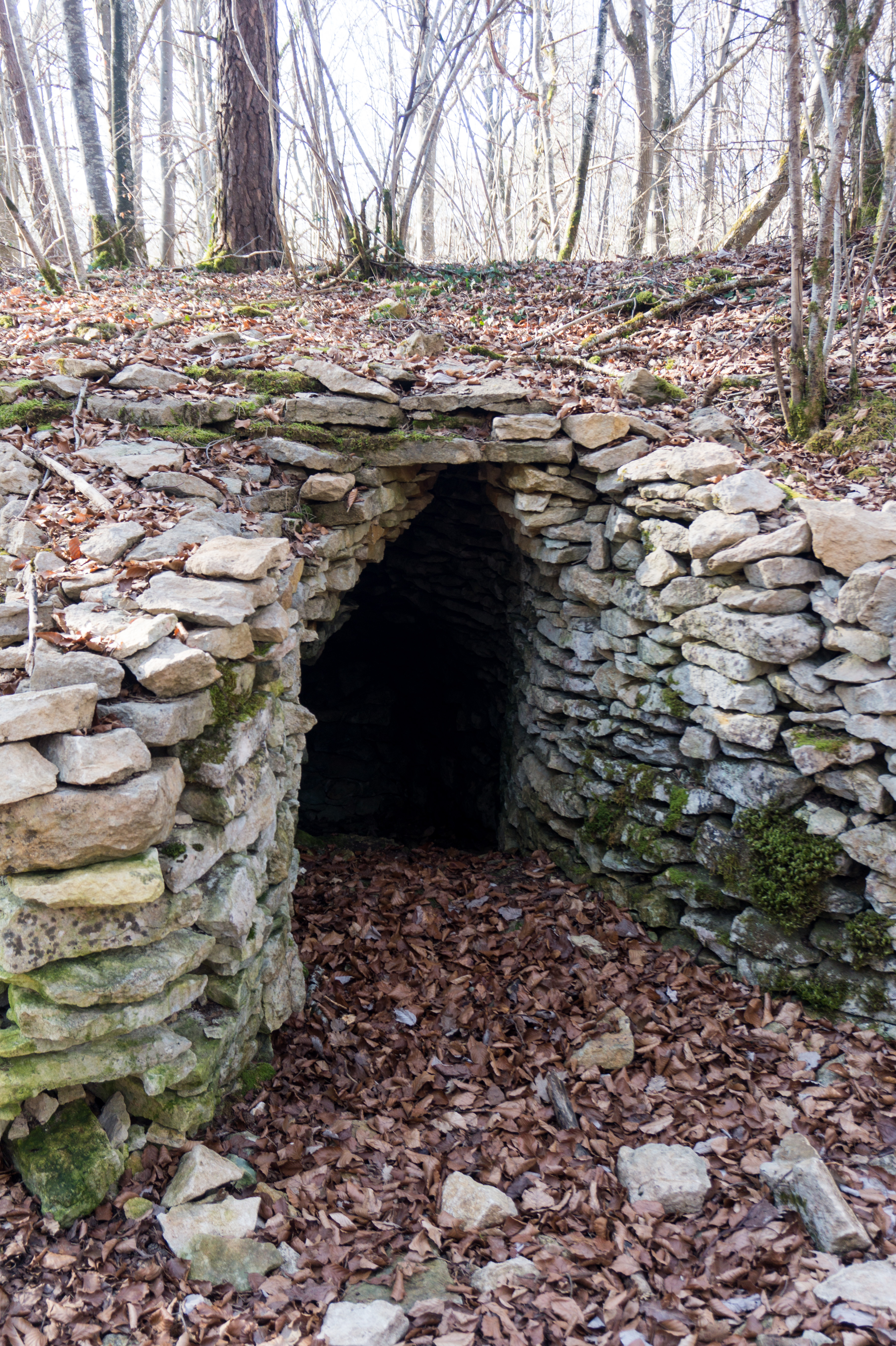
Glacière de la Grande Chaume
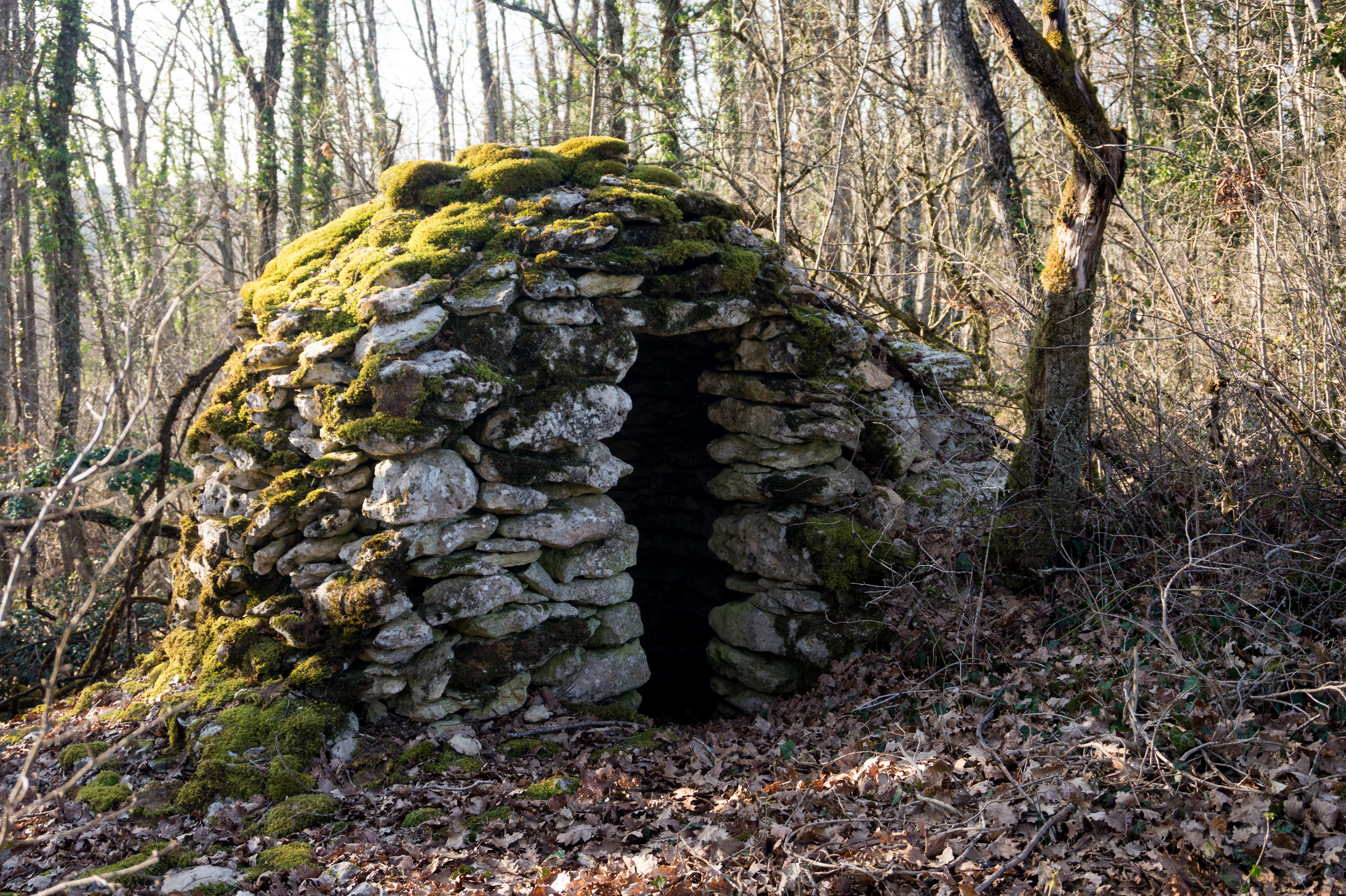
Cabotte du Fourneau
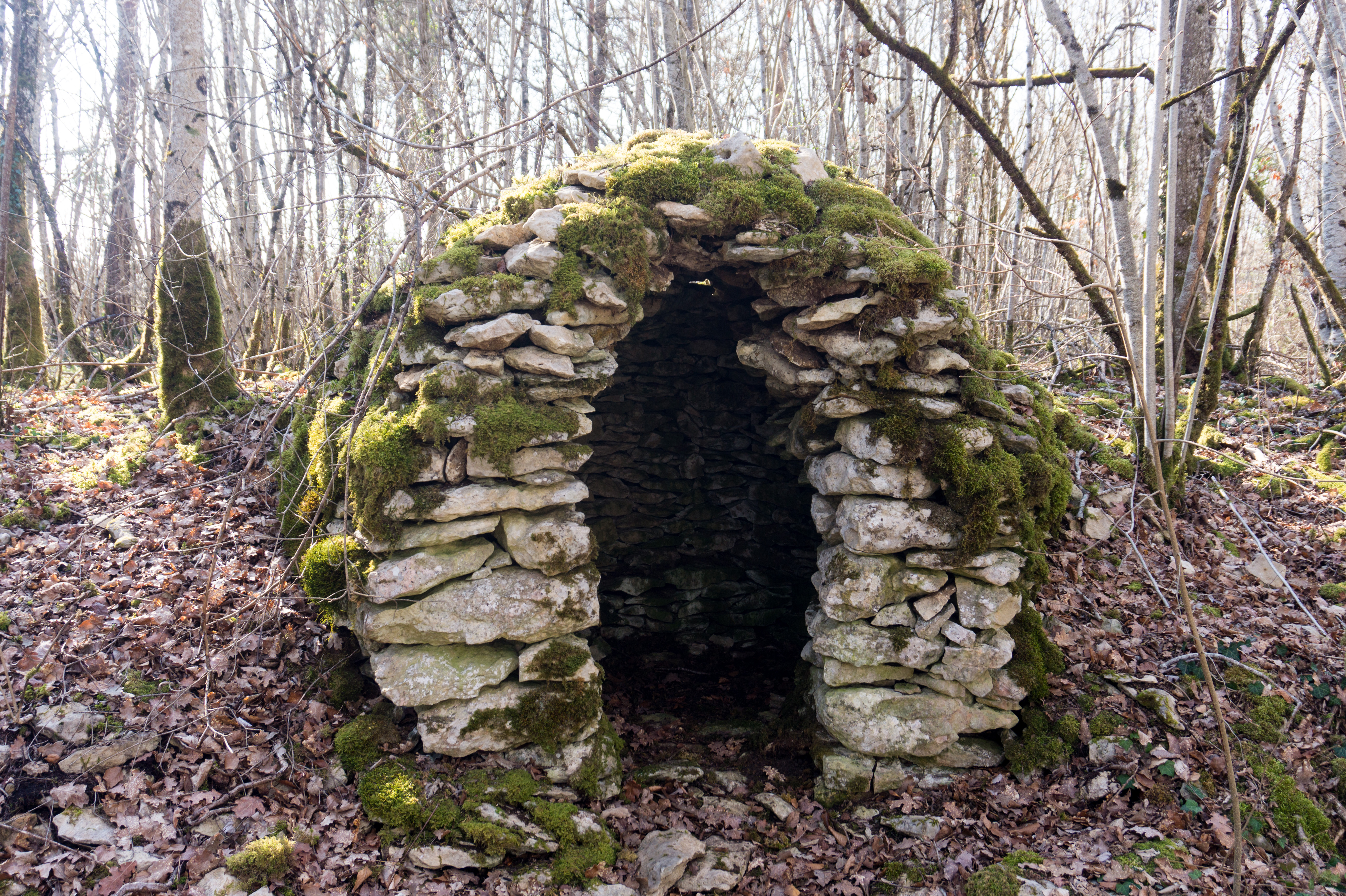
Cabotte de la Crae
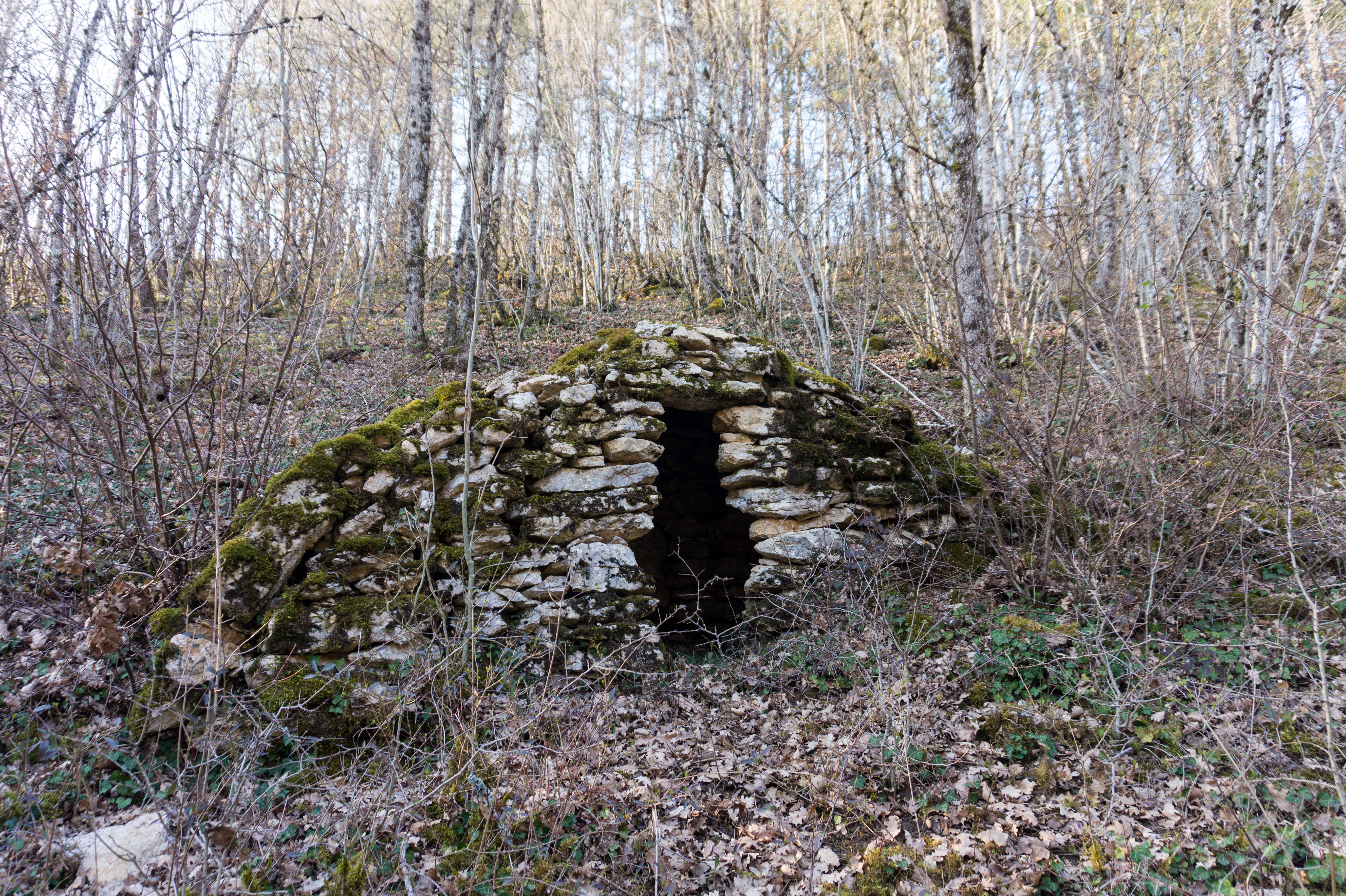
Cabotte du chemin de Charrière

### Personnalités liées à la commune
- Geoffroy de La Roche-Vanneau, cousin de Bernard de Clairvaux, abbé de Fontenay puis évêque de Langres. Conseiller du roi Louis VII le Jeune et légat du pape lors de la deuxième croisade.

### Héraldique
| Blason de La Roche-Vanneau | Blason  | Tranché : au 1er d'or au lis des jardins d'argent, tigé et feuillé de sinople et à la volute de crosse de gueules, rangés en bande, au 2e de sinople à l'épi de blé d'or et à la cabote d'argent, ouverte et maçonnée de sable, rangés en bande, à la bande ondée d'azur chargée en chef d'une étoile d'argent à plomb, brochant sur la partition, le tout sommé d'un chef parti au I d'azur semé de fleurs de lis d'or et à la bordure componée d'argent et de gueules, au II bandé d'or et d'azur et à la bordure de gueules. |
| Blason de La Roche-Vanneau | Détails | Le statut officiel du blason reste à déterminer. |